# کلرینگتون (پنسیلوانیا)
کلرینگتون (به انگلیسی: Clarington) یک منطقهٔ مسکونی در ایالات متحده آمریکا است که در پنسیلوانیا واقع شده‌است. کلرینگتون ۳۶۶٫۰۷ متر بالاتر از سطح دریا واقع شده‌است.